# Músculo platisma
O músculo platisma ou músculo subcutâneo do pescoço é um músculo do pescoço.
Representa um músculo superficial, ocupando grande parte anterior do pescoço. Sua área total pode variar para cada pessoa, saindo próximo ao músculo bucinador e estendendo-se, para cima e em direção à linha medial, da clavícula até à porção inferior da mandíbula.
É inervado pelo N. facial.